# Lungotevere Castello
Il lungotevere Castello è il tratto di lungotevere che collega piazza di Ponte Sant'Angelo a piazza dei Tribunali, a Roma, nei rioni Borgo e Prati.
Il lungotevere prende nome dal vicino mausoleo di Adriano, noto come Castel Sant'Angelo, fatto erigere dall'imperatore Adriano nel 135.
Nella zona esistevano anche diverse chiese, demolite o non più esistenti: tra queste, la chiesa di Sant'Antonio della Mole Adriana, la chiesa di Sant'Angelo de Castro Sancti Angeli, la cappella del Santo Rosario e la chiesa di San Tommaso de Castro Sancti Angeli.
Presso il castello vi era una tenuta, chiamata Arenaccio per il vicino arenile del fiume Tevere: era usata per esercitazioni militari e circensi.
Attualmente è un'area pedonale.